# Jacobus Dingenus de Kam

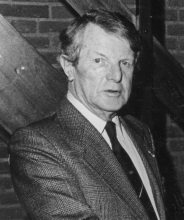
J.D. de Kam (1979)

Jacobus Dingenus de Kam (Wissekerke, 22 juli 1914 – 3 september 1999) was een Nederlands politicus van de CHU.
Hij werd geboren als zoon van Thomas de Kam (1871-1938), landbouwer, en Pieternella Janna de Regt (1873-1962). Hij heeft de ulo gedaan en ging op 18-jarige leeftijd als volontair werken; eerst een jaar bij de gemeentesecretarie van Hoedekenskerke en vervolgens enkele jaren bij de gemeentesecretarie van Ellewoutsdijk. Begin 1937 werd hij ambtenaar ter secretarie bij de gemeente Krabbendijke waar hij het bracht tot eerste ambtenaar. In augustus 1940 maakte hij de overstap naar de gemeente Maasdam waar hij naast eerste ambtenaar ook gemeente-ontvanger was. In mei 1963 werd De Kam benoemd tot burgemeester van Waarde en in september 1969 volgde zijn benoeming tot burgemeester van Duiveland. Waarde zou enkele maanden later opgaan in de nieuwe gemeente Reimerswaal en De Kam bleef in die periode aan als waarnemend burgemeester van Waarde. Na bijna tien jaar burgemeester van Duiveland te zijn geweest ging hij in augustus 1979 met pensioen. In 1999 overleed De Kam op 85-jarige leeftijd.